# معتمدية حاسي الفريد
حاسي الفريد هي المعتمدية الافقر في الجمهورية التونسية وتعاني التهميش وتفتقر الى أدنى مستلزمات العيش 
معتمدية حاسي الفريد إحدى معتمديات الجمهورية التونسية، تابعة لولاية القصرين.